# Rogownica źródlana

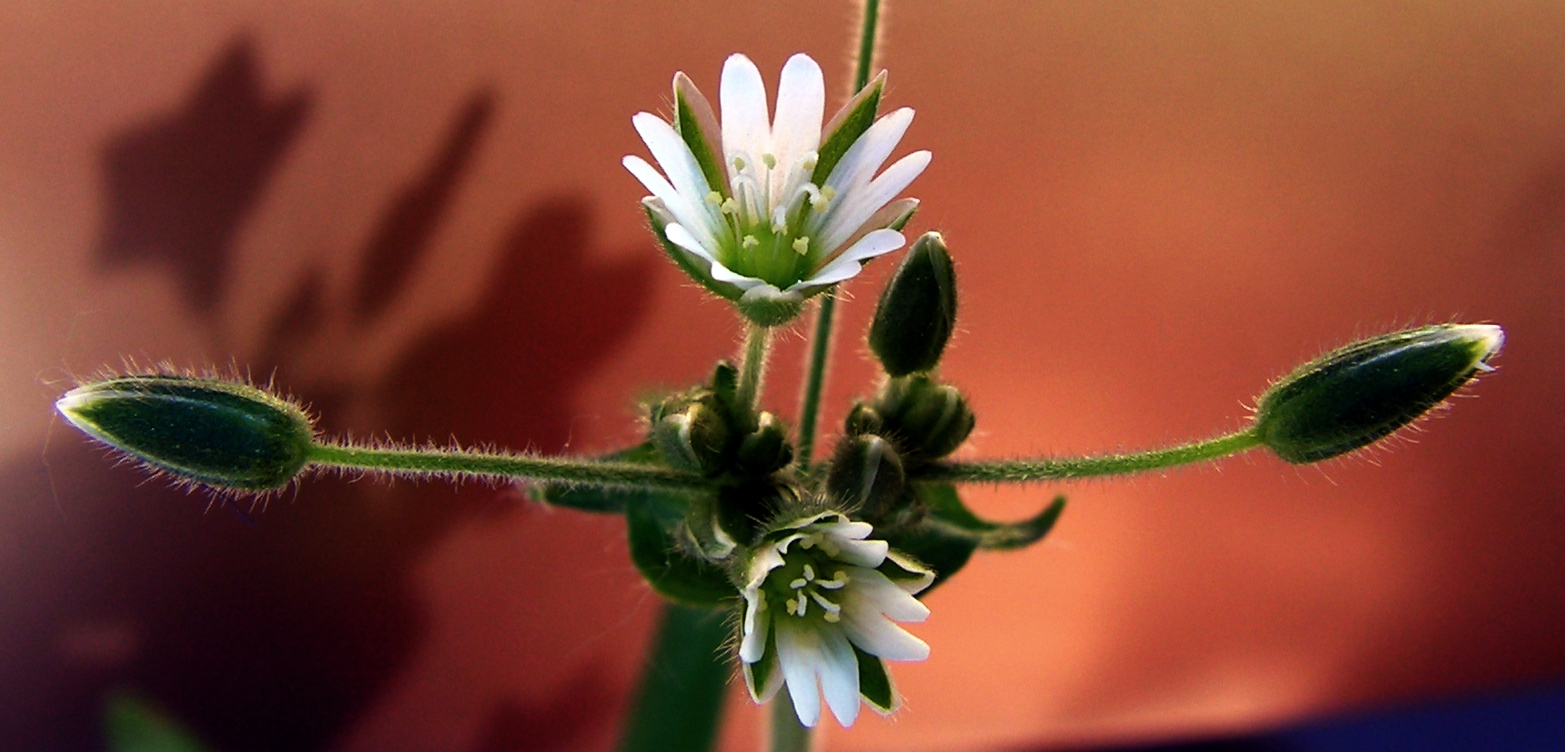
Kwiaty

Rogownica źródlana (Cerastium fontanum) – gatunek rośliny należący do rodziny goździkowatych (Caryophyllaceae). 

## Zasięg geograficzny
Rodzimy obszar występowania to Afryka Północna (Algieria, Maroko, Wyspy Kanaryjskie, Madera), niemal cała Europa oraz Turcja i Syberia. Jako gatunek zawleczony rozprzestrzenił się także na innych regionach Afryki o umiarkowanych klimacie i na Azorach.

## Morfologia
PokrójRoślina o wysokości 10–40 cm.
KorzeńUkorzenia się głęboko.
KwiatyDrobne, niepozorne, płatki korony niewiele wystają poza działki kielicha. Kwiaty występują tylko na podnoszących się pędach.

## Biologia i ekologia
Bylina. Występuje na łąkach, pastwiskach, polach, obrzeżach dróg i zadbanych trawnikach. Porasta przede wszystkim gleby gliniaste. Kwitnie od kwietnia do października.